# Departamento de Justiça, Classificação, Títulos e Qualificação
Il Departamento de Justiça, Classificação, Títulos e Qualificação, conosciuto anche come Department of Justice, Rating, Titles and Qualification in inglese (Dipartimento di Giustizia, Classificazione, Titoli e Qualificazione; sigla: DJCTQ), è un ente governativo brasiliano che si occupa della classificazione di film, videogiochi e programmi televisivi in Brasile. È controllato dal Ministério da Justiça (Ministero della Giustizia).

## Classificazione
DJCTQ utilizza un sistema basato sulla sola suddivisione in fasce d'età; non sono impiegati loghi che descrivono i contenuti, i quali sono riportati in forma scritta (come ad esempio nell'ESRB o nel BBFC).

### Attuale
| Simbolo | Significato                             | Descrizione                            |
| ------- | --------------------------------------- | -------------------------------------- |
|         | Livre para todos os públicos            | Per tutti; adatto anche per i bambini. |
|         | Livre para todos os públicos            | Per tutti; adatto anche per i bambini. |
|         | Não recomendado para menores de 10 anos | Non adatto ai minori di 10 anni.       |
|         | Não recomendado para menores de 10 anos | Non adatto ai minori di 10 anni.       |
|         | Não recomendado para menores de 12 anos | Non adatto ai minori di 12 anni.       |
|         | Não recomendado para menores de 12 anos | Non adatto ai minori di 12 anni.       |
|         | Não recomendado para menores de 14 anos | Non adatto ai minori di 14 anni.       |
|         | Não recomendado para menores de 14 anos | Non adatto ai minori di 14 anni.       |
|         | Não recomendado para menores de 16 anos | Non adatto ai minori di 16 anni.       |
|         | Não recomendado para menores de 16 anos | Non adatto ai minori di 16 anni.       |
|         | Não recomendado para menores de 18 anos | Non adatto ai minori di 18 anni.       |
|         | Não recomendado para menores de 18 anos | Non adatto ai minori di 18 anni.       |

### Precedente
| Simbolo | Significato                                            | Descrizione |
| ------- | ------------------------------------------------------ | --- |
|         | Especialmente recomendado para crianças e adolescentes | Per tutti, ma rivolto principalmente ai bambini ed agli adolescenti (impiegato solo nella classificazione dei film). |